# Mocking bird
Mocking bird is een lied in basis geschreven door John Lees van Barclay James Harvest.
Hij schreef het liefdesliedje in 1968 voor wat zijn toekomstige vrouw zou worden: Olwen Lees ("Mocking bird sings for you and me"). Het lied is geschreven vanuit de gitaar. Toen BJH zich tot een echte muziekgroep ontwikkelde nam de band het op voordat hun debuutalbum Barclay James Harvest werd uitgebracht. Op 18 mei 1970 bevond BJH zich in de Abbey Road Studios, het album verscheen in juni 1970; dus te laat om het erop te krijgen. Bovendien waren band en muziekproducent Norman Smith niet tevreden. Toen de band begon aan de opnamen voor hun tweede album Once again werd een nieuwe poging gewaagd, dan in een versie waaraan de hele band had gewerkt, inclusief arrangeur Robert John Godfrey, die tevens de leiding had over het BJH-orkest. Die poging slaagde wonderwel rond 10 oktober 1970 en hiermee werd een evergreen in het oeuvre van BJH vastgelegd.
Het nummer werd in juni 1971 uitgebracht als enige single van dit album en gekoppeld aan B-kant Vanessa Simmons (in Frankrijk aan She said). Deze atypische single, het nummer duurt met 6:39 te lang voor een gangbare single, werd nergens een hit. In 1975 werd de single opnieuw uitgegeven, nu gekoppeld aan Galadriel, eveneens van Once again. Toen BJH populairder was in Duitsland dan in Engeland werd de eerste single uitgegeven voor de Duitse markt; het nummer was toen sterk ingekort tot 3:55. Of een van de drie versies ooit in Nederland of België is uitgegeven, is de vraag; BJH was daar lang niet zo populair als in Engeland en Duitsland op de 1975-single Titles na. Het mocht allemaal niet baten. 
Mocking bird werd later de inzet van een rechtszaak tussen de band en Godfrey, die met ruzie uit elkaar waren gegaan. Godfrey zie dat hij minstens mee had geschreven aan het lied. Olwen werd als getuige opgeroepen en herinnerde zich wel het gitaarspel van Lees, maar van orkest was toen geen sprake. Ze voegde er wel aan toe, dat ze dat destijds wel in haar hoofd had gehoord. Ook bij de 2023-versie van het album werd Godfrey niet bij de credits vermeld. 
Mocking bird zou nog lang op de setlist van BJH blijven en kwam zodoende ook op livealbums van de band terecht. Een van de verzamelalbums van BJH die teruggreep op het Harvest-repertoire reeg de titel Mocking bird.
Pas achteraf viel op dat zowel de spotvogel (Icterine warbler, continenten Eurazië en Afrika) als de spotlijster (Mocking bird, Noord-Amerika) zich zelden of nooit in Engeland laat zien en horen. 